# Pyroteuthis
Pyroteuthis is een geslacht van inktvissen uit de familie van de Pyroteuthidae.

## Soorten
- Pyroteuthis addolux Young, 1972
- Pyroteuthis margaritifera (Rüppell, 1844)
- Pyroteuthis serrata Riddell, 1985